# 福斯特·弗克洛

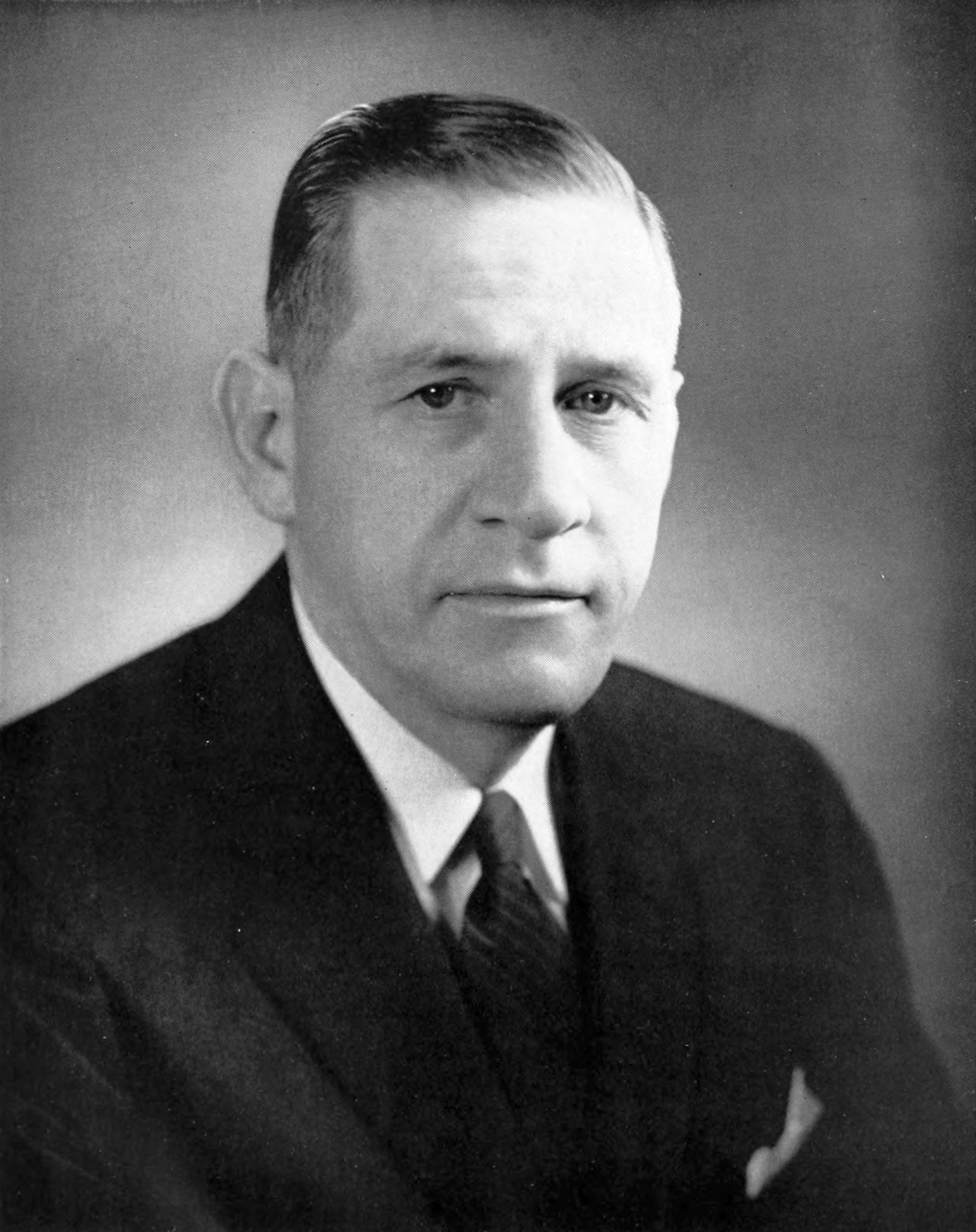
福斯特·弗克洛

福斯特·弗克洛（Foster Furcolo ，1911年7月29日—1995年7月5日），美国作家、教授、律师，1911年出生于康涅狄格州纽黑文市，1933年毕业于耶鲁大学，获得法学学士学位。先后担担任过美国国会民主党议员、马萨诸塞州财政部出纳局长、马萨诸塞州州长、马萨诸塞州米德塞县地方助理检察官、美国首席检查官麻醉品咨询委员会主席、美国职业安全与健康评审委员会行政裁判员等职务。因为杰出的社会公共贡献获得多个奖项，在教育方面被公众评论为“马萨诸塞州社区大学体制之父”。1995年7月5日在剑桥逝世。